# Hadena ornatissima
Hadena ornatissima är en fjärilsart som beskrevs av Alfred Ernest Wileman 1911. Hadena ornatissima ingår i släktet Hadena och familjen nattflyn. Inga underarter finns listade i Catalogue of Life.